# Cheilochromis euchilus
Cheilochromis euchilus е вид бодлоперка от семейство Цихлиди (Cichlidae). Видът не е застрашен от изчезване.

## Разпространение и местообитание
Разпространен е в Малави.
Обитава крайбрежията и пясъчните и скалисти дъна на сладководни басейни.

## Описание
На дължина достигат до 35 cm.